# Jan Larsson (politiker)
Jan Gunnar Larsson, född 9 januari 1967 i Göteborg, är en svensk företagsledare och före detta svensk politiker för Socialdemokraterna.
Åren 2004–2006 var Larsson statssekreterare hos statsminister Göran Persson. Sedan 2021 är han vd för Business Sweden.
Jan Larsson är son till den socialdemokratiske politikern Kjell Larsson.

## Karriär
Jan Larsson gjorde sin militärtjänstgöring som fallskärmsjägare, blev reservofficer och löjtnant. Han vikarierade som journalist vid tidningarna Dagens Nyheter (1990) och Dala-Demokraten (1989). Larsson studerade teoretisk filosofi vid Uppsala universitet, matematik på Stockholms universitet och ekonomlinjen i Uppsala och har en fil.kand. i nationalekonomi och teoretisk filosofi från Uppsala universitet. Han var forskarstuderande vid Ekonomska Poslovna Fakulteta i Ljubljana, Jugoslavien / Slovenien 1991–1992.
Åren 1994–2006 arbetade Larsson vid regeringskansliet. 2004–2006 var han statssekreterare i statsrådsberedningen med uppgift att samordna inrikespolitiken. Larsson efterträdde Lars Danielsson som statsministerns statssekreterare.
Mellan 2000 och 2004 var Jan Larsson statsrådsberedningens presschef. Larsson har kallats för en av socialdemokraternas skickligaste analytiker och en av Sveriges få framgångsrika spinndoktorer. Dessförinnan, 1994–2000, var Larsson politisk sakkunnig hos Göran Persson, först vid finansdepartementet och sedan vid statsrådsberedningen som talskrivare och planeringschef.
Jan Larsson var även adjungerad till Socialdemokraternas verkställande utskott och partistyrelse 2004–2007. Larsson har varit en ofta anlitad talare och föredragshållare. Under 2006 var Jan Larsson ledamot i banken SBAB:s styrelse.
Efter regeringsskiftet 2006 valdes Larsson till gruppsekreterare av den socialdemokratiska riksdagsgruppen men avsade sig den posten vid Mona Sahlins tillträde som partiordförande 2007.
Åren 2007–2009 var Jan Larsson managementkonsult på McKinsey & Company och arbetade med både företag och myndigheter. Han deltog i Migrationsverkets reformeringsarbete för att förkorta väntetiden för asylsökande. Han har uppmärksammats för en rad föreläsningar om erfarenheter från skolreformer i andra delar av världen. Han har skrivit för McKinseys publikation Transforming Government.
Åren 2009–2013 var han kommunikationsdirektör vid Nordea, med ansvar för bankens kommunikationspersonal i de fyra större nordiska länderna. Han arbetade med koncernens interna och externa kommunikation samt med uppgifter kring intranät, översättning och varumärkesbyggande.
Under 2014 var Larsson Socialdemokraternas valledare. Sedan var han partner på konsultfirman Brunswick Group under ett år.
Mellan 2016 och 2019 var Larsson vd för Yrkesakademin. Yrkesakademin grundades 1997 och är leverantörer av uppdrags- och arbetsmarknadsutbildningar och ägs sedan 2014 av riskkapitalbolaget CapMan. Under Larssons tid som vd växte bolagets omsättning enligt årsredovisningen för 2019 med 43 procent, från 358 miljoner kr 2016 till 511 miljoner kr 2019, och hade 447 anställda vid årets utgång. Under 2018 var Larsson dessutom statlig utredare av Investeringsfrämjandet och överlämnade i juni 2018 ett delbetänkande till statsrådet Ann Linde.
Åren 2020–2021 var Larsson kommunikationsdirektör vid Handelsbanken. Från maj 2021 är han vd för Business Sweden, som är ett konsultföretag som ägs av svenskt näringsliv och den svenska staten gemensamt och ”hjälper svenska företag öka sin globala försäljning och internationella företag investera och expandera i Sverige”.